# Александро-Невская церковь (Евстратовский)
Александро-Невская церковь (церковь Александра Невского) — православный храм в хуторе Евстратов Области Войска Донского, ныне хутор Евстратовский Волгоградской области.

## История
4 мая 1894 года жители хутора обратились к архиепископу Донскому и Новочеркасскому Донату (Бабинскому) с прошеним о строительстве в Евстратове церкви. Первоначально ходатайство было отклонено, но 7 марта 1896 года разрешение на строительство было выдано. Автором проекта храма был архитектор Василий Куликов. Церковь была построена на средства прихожан к ноябрю 1898 года и освящена 1 февраля 1899 года.
До этого на хуторе был выстроен в 1898 году Александро-Невский молитвенный дом. Новая была деревянная, на каменном фундаменте, с деревянной колокольней, покрытые листовым железом. Престол в храме был один — во имя Святого Благоверного князя Александра Невского. Причт пользовался от прихожан паевым казачьим наделом в количестве 14 десятин. Священником с 1900 года был Кожин Евгений Александрович.
При церкви имелись следующие постройки:
- дом псаломщика с надворной постройкой — деревянный, покрыт тесом;
- дом для помещения церковно-приходской школы — деревянный, на кирпичном фундаменте, покрыт тесом;
- караулка для сторожей — деревянная, покрыта тесом.

Расстояние от церкви до Донской консистории — 400 верст, до благочинного — 48 верст. Ближайшие к храму церкви: в станице Клетской — в 18 верстах, в хуторе Манойлином — в 15 верстах. В приходе имелась женская церковно-приходская школа (открыта 1 сентября 1901 года) и два министерских приходских училища (открыты в 1897 и 1902 годах). Хутора прихода: Орешкин, Захаров, Власов, Рыбкин, Иванушкин и Нижне-Саламаковский.
В советское время церковь была закрыта и разобрана.